# Inga fastuosa
El guamo o Inga fastuosa es una especie botánica de leguminosa en la familia de las Fabaceae. Es originaria de Venezuela.

## Taxonomía
Inga fastuosa fue descrita por (Jacq.) Willd. y publicado en Species Plantarum. Editio quarta 4(2): 1014. 1806.
Sinonimia
- Inga guaremalensis Pittier
- Inga venosa Griseb. ex Benth.
- Mimosa fastuosa Jacq.[3]